# أدوات الجودة السبعة
أدوات الجودة السبعة الأساسية هي تسمية تعطى لمجموعة ثابتة من التقنيات الرسومية التي تم تعريفها على أنها الأكثر فائدة في استكشاف المشاكل المتعلقة بالجودة. وتعتبر أدوات أساسية لأنها مناسبة للأشخاص الذين لديهم القليل من التدريب الرسمي في الإحصاءات ولأنه يمكن استخدامها لحل الغالبية العظمى من المشكلات ذات الصلة بالجودة.
الأدوات السبع هي:
1. مخطط إيشيكاوا (المعروف أيضا باسم «هيكل السمكة» أو أو مخطط السبب والأثر)
2. استمارة الفحص
3. مخطط التحكم
4. مدرج تكراري
5. مخطط باريتو
6. مخطط التشتت
7. مخططات طبقية مثل المخطط الانسيابي

أدوات الجودة السبع تختلف عن الأساليب الإحصائية الأكثر تقدما مثل مسح أخذ العينات، وأخذ العينات بالقبول، واختبار فرضية إحصائية، وتصميم التجارب، والتحليل متعدد المتغيرات، وطرق مختلفة وضعت في مجال بحوث العمليات.
ويشير معهد إدارة المشاريع إلى الأدوات الأساسية السبعة في الدليل المعرفي لإدارة المشاريع كمثال لمجموعة من الأدوات العامة المفيدة في تخطيط أو مراقبة جودة المشروع.

## أمثلة

مخطط السبب و الأثر (إيشيكاوا)
استمارة الفحص
مخطط الرقابة
مدرج تكراري
مخطط باريتو
مخطط النثر
مخطط التدفق

## روابط خرجية
- أدوت الجودة السبعة